# Лелюхів
Лелю́хів (пол. Leluchów) — село в Польщі, на Лемківщині, у гміні Мушина Новосондецького повіту Малопольського воєводства.
Населення — 166 осіб (2011).

## Розташування

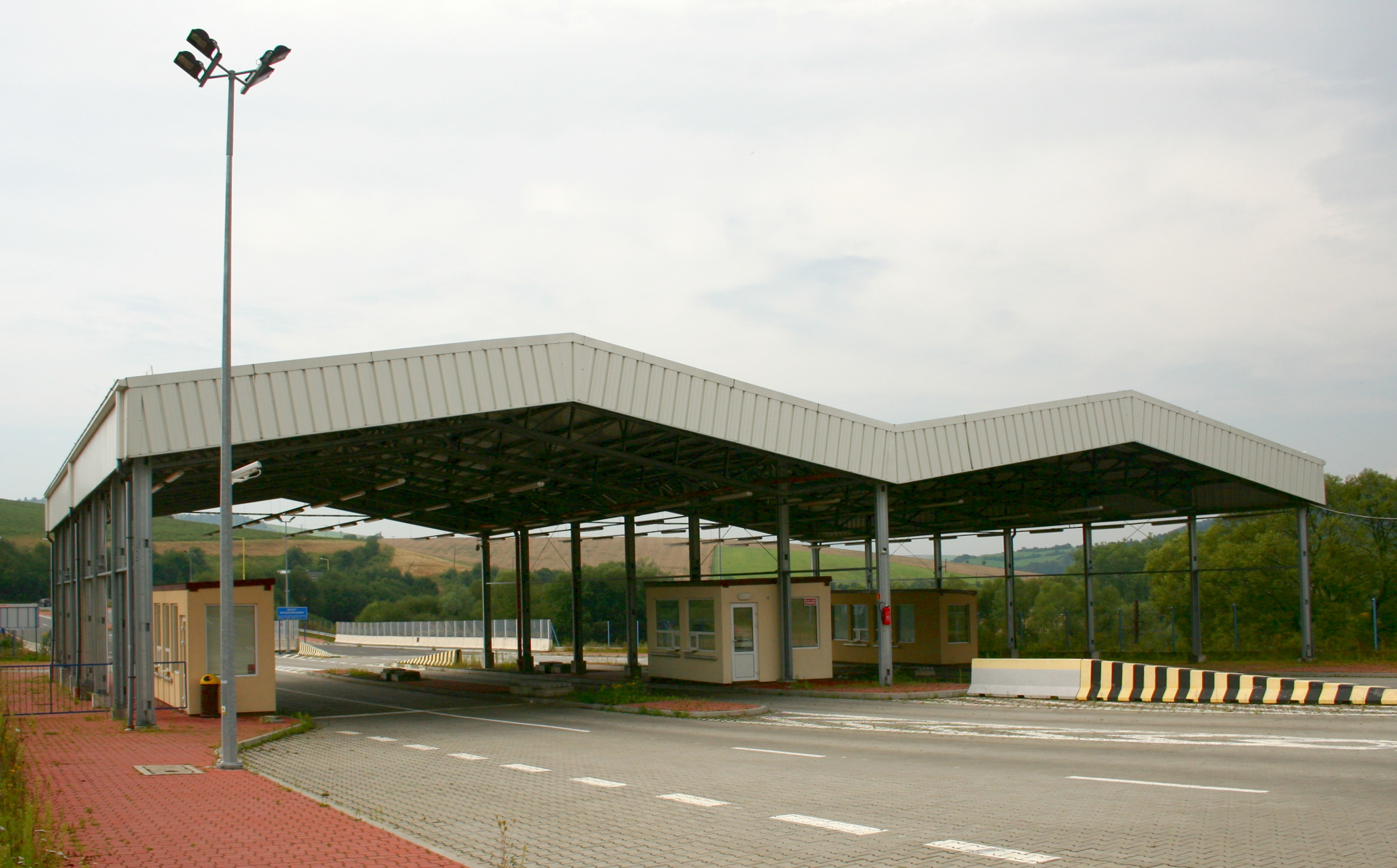
Прикордонний перехід в 2008 році

Село розміщене на правому березі швидкого потоку Смеречки — правої притоки Попраду, на схилах хребта Яворини. Знаходиться на території Попрадського ландшафтного парку, при залізничній лінії № 96. На південь від Лелюхова (на лівому словацькому березі Смеречки) розташоване село Руська Воля над Попрадом Старолюбовняського округу Пряшівського краю, на захід (на лівому березі Попраду) — село Орлов того ж округу, на схід — Дубне, на північ — Мушина.

## Історія
12. II. 1581 р. краківський єпископ Петро Мишковський відновив привілей мушинського старости Станіслава Кенпінського та інших шляхтичів, що спирався на погорілій грамоті на лєлюхівське солтиство. Документальні свідчення про русинське (українське) населення Лемківщини польські історики безпідставно трактують як «волоську колонізацію» через закріпачення українців з використанням волоського права. З 1786 р. велися метричні книги.
28 липня 1876 року відкрита залізниця Тарнів-Плавеч через село.
До Першої світової війни жителі села переселялись на південь Австро-Угорщини, після — до Південної і Північної Америки.
З листопада 1918 по січень 1920 село входило до складу Лемківської Республіки.
До середини XX ст. в регіоні переважало лемківсько-українське населення. У 1939 році з 490 жителів села — 420 українців, 60 поляків (прикордонна сторожа) і 10 євреїв.
До 1945 р. в селі була греко-католицька парохія Мушинського деканату, до якої належало також Дубне.
Після Другої світової війни Лемківщина, попри сподівання лемків на входження в УРСР, була віддана Польщі, а корінне українське населення примусово-добровільно вивозилося в СРСР. Згодом, у період між 1945 і 1947 роками, у цьому районі тривала боротьба між підрозділами УПА та радянським військами. Ті, хто вижив, 1947 року під час Операції Вісла були ув'язнені в концтаборі Явожно або депортовані на понімецькі землі Польщі.
У 1975-1998 роках село належало до Новосондецького воєводства.

## Визначні люди
- Вислоцький Іван — хорунжий Армій УНР і чотар УГА, письменник.

## Пам'ятки
В селі збереглася церква святого Димитрія з 1861 року, після 1947 року перетворена на костел. У церкві зберігся іконостас XIX ст. Церква є пристанищем колонії зі 135 особин підковика малого — щезаючого виду лиликоподібних.

## Демографія
Демографічна структура станом на 31 березня 2011 року:
|          | Загалом | Допрацездатний вік | Працездатний вік | Постпрацездатний вік |
| -------- | ------- | ------------------ | ---------------- | -------------------- |
| Чоловіки | 90      | 26                 | 61               | 3                    |
| Жінки    | 76      | 17                 | 52               | 7                    |
| Разом    | 166     | 43                 | 113              | 10                   |